# Bouřňáci
Bouřňáci (anglicky The Challengers) je kanadský rodinný film z roku 1990 režírovaný Ericem Tillem.

## Děj
Mackie se po smrti otce přestěhuje s maminkou do nového města. Zde se skamarádí s Jenny. Společně se připravují na taneční vystoupení. Ve městě, kde bydlela dříve, hrála Mackie v kapele a v novém městě je kapela také. Jmenuje se Bouřňáci a je to pouze chlapecká kapela. Mackie se rozhodne vydávat se za kluka. Nějakou dobu se jí to daří, pak ale kluci z kapely přijdou na to, že Mackie je holka a ze skupiny jí vyloučí. Někteří kluci z kapely si pak začnou myslet, že bez Mackie to není ono, a přijmou ji zpět, tentokrát už jako holku.

## Obsazení
| Gwynyth Walsh   | Angie Daniels        |
| Eric Christmas  | Zack                 |
| Gema Zamprogna  | Mackie (Mac Daniels) |
| Steven Andrade  | Jonathan             |
| Martin Smits    | Carroll              |
| Matthew Beckett | Lennon               |
| Sarah Sawatsky  | Jenny Blair          |
| Karen Barker    | slečna Adairová      |
| Kirsty Elgert   | Lisa                 |
| Wayne Nicklas   | poručík Blair        |
| Tom Anniko      | Carrollin otec       |
| Michael Gottli  | Ron                  |
| Susanna Portnoy | Jonathanova matka    |
| John Bluethner  | Jonathanův otec      |
| Jan Skene       | paní Blairová        |